# Piumazzo
Piumazzo is een plaats (frazione) in de Italiaanse gemeente Castelfranco Emilia. De plaats telt ongeveer 5000 inwoners. Piumazzo ligt ten zuiden van de Autostrada 1 op 3 kilometer van Castelfranco Emilia. 
Bezienswaardig is de San Giacomo-kerk.